# Nietta Mordeglia
Nietta Mordeglia (25 de enero de 1894 – 26 de febrero de 1992) fue una actriz teatral y cinematográfica de nacionalidad italiana.

## Biografía
Su verdadero nombre era Antonietta Mordeglia, y nació en La Spezia, Italia. Siendo muy joven, en 1912 entró en la Compagnia Drammatica Italiana de Tina Di Lorenzo y Armando Falconi en el Teatro Manzoni de Milán, formación en la que conoció a Febo Mari, con el cual se ligó sentimentalmente. 
En 1916 debutó en el cine con el film Cenere, en el que actuaba Eleonora Duse y que dirigía e interpretaba Mari. Con Mari compartió otras seis películas, destacando de entre ellas Il fauno, en la cual era la protagonista femenina.
En la década de 1930 formó parte, como actriz, del Ente Italiano per le Audizioni Radiofoniche, y en 1938 se casó con Febo Mari.
Tras finalizar la Segunda Guerra Mundial, fue actriz y directora de la compañía teatral de Turín de la Radiotelevisione Italiana.
Nietta Mordeglia falleció en 1992 en Turín, Italia.

## Radio
Ente Italiano per le Audizioni Radiofoniche (EIAR)
- La ballata del grande invalido, de Ernesto Caballo, con Romano Calò, Nietta Mordeglia y Nella Maria Bonora. Dirección de Aldo Silvani, 23 de noviembre de 1939.
- Las tres hermanas, de Antón Chéjov, con Diana Torrieri, Stefania Piumatti y Nietta Mordeglia. Dirección de Enzo Ferrieri, 19 de octubre de 1942.
- La locanda della luna, de Umberto Fracchia, con Guido De Monticelli, Luigi Grossoli, y Nietta Mordeglia. Dirección de Pietro Masserano Taricco, 25 de enero de 1943.
- Oreste Pilade e Pippo, de Marco Praga, con Nietta Mordeglia, Fernando Farese y Guido De Monticelli. Dirección de Enzo Ferrieri, 28 de enero de 1943.

RAI
- Stasera o mai più, de Umberto Morucchio, con Camillo Pilotto, Nietta Mordeglia y Gualtiero Rizzi. Dirección de Eugenio Salussolia, 11 de marzo de 1954.
- Tristi amori, de Giuseppe Giacosa, con Renzo Ricci, Anna Caravaggi, y Nietta Mordeglia. Dirección de Eugenio Salussolia, 9 de abril de 1957.
- Pesci rossi, de Umberto Morucchio, con Enrico Viarisio, Giudo Verdiani y Nietta Mordeglia. Dirección de Eugenio Salussolia, 14 de octubre de 1957.
- Vecchio valzer, de Neera, con Mario Ferrari, Anna Caravaggi, y Nietta Mordeglia. Dirección de Ernesto Cortese, 14 de junio de 1963.

## Filmografía
- Cenere (1916)
- Il fauno (1917)
- Attila (1918)
- ...e dopo? (1918)
- L'orma (1919)
- Casa di bambola (1919)
- Giuda (1919)